# 金星镇 (葫芦岛市)
金星镇，是中华人民共和国辽宁省葫芦岛市南票区下辖的一个乡镇级行政单位。

## 行政区划
金星镇下辖以下地区：
网户村、网丰村、英守堡子村、于家窝堡村、卧佛寺村、南安村、金星屯村、八将营子村、西新庄子村、东新庄子村、砖瓦窑子村、古城子村、干河沟村、史家窝堡村和刘家屯村。